# Maik Machulla
Maik Machulla, né le 9 janvier 1977 à Greifswald, est un handballeur allemand. Évoluant au poste de demi-centre, il a effectué la majeure partie de sa carrière au SC Magdebourg et au HSG Nordhorn.
En 2009, il commence une carrière d’entraîneur, même s’il continue à évoluer sur le terrain. En 2012, il rejoint le SG Flensburg-Handewitt en tant qu'entraîneur adjoint de Ljubomir Vranjes puis, après le départ de ce dernier, en devient l’entraîneur principal en 2017. Il apporte très rapidement son empreinte puisqu'il permet dès sa première saison, après quatorze années d'attente, au SG Flensburg de remporter son deuxième titre de Champion d'Allemagne. Si le club a su profiter des errements des Rhein-Neckar Löwen qui se sont écroulés en fin de saison alors que le titre leur semblait promis, Flensbourg confirme que ce titre n'était pas totalement usurpé en remportant à nouveau le Championnat 2018-2019.
En avril 2023, le club enchaine trois défaites importantes pour le club dans les différentes compétitions dans lesquelles il était engagé : en demi-finale de la Coupe d'Allemagne face aux Rhein-Neckar Löwen (31-38), à domicile en quart de finale retour de la Ligue européenne (alors que le club doit organiser le Final 4 de la compétition) face au BM Granollers (27-35) et enfin en championnat face à Kiel (19-29) qui met fin aux ambitions de titre. Par voie de conséquence, Machulla est limogé et remplacé par son adjoint, Mark Bult.

## Palmarès

### Joueur
Compétitions internationales
- Vainqueur de la Ligue des champions (1) : 2002 (avec SG Flensburg-Handewitt), 2014 (avec SC Magdebourg)
- Vainqueur de la Coupe de l'EHF (C3) (2) : 1999, 2001 (avec SC Magdebourg), 2008 (avec HSG Nordhorn)
- Vainqueur de la Supercoupe d'Europe (2) : 2001

Compétitions nationales
- Vainqueur du Championnat d'Allemagne (1) : 2001 (avec SC Magdebourg)
- Vainqueur de la Coupe d'Allemagne (1) : 2015 (avec SG Flensburg-Handewitt)
- Vainqueur de la Supercoupe d'Allemagne (1) : 2001 (avec SC Magdebourg), 2013 (avec SG Flensburg-Handewitt)

### Entraîneur
Compétitions nationales
- Championnat d'Allemagne (2) : 
  - Vainqueur : 2018, 2019
  - Deuxième : 2020, 2021
- Supercoupe d'Allemagne (1) : 2019